# Emanuelle in America
Emanuelle in America is een Italiaanse sexploitationfilm uit 1977, de derde in de Black Emanuelle-filmserie met in de hoofdrol Laura Gemser en geregisseerd door Joe D'Amato.
De film is berucht om zijn hardcore scènes van gesimuleerde fellatio, penetratie, ejaculatie en een masturbatiescène met een paard.

## Synopsis
Journaliste Emanuelle dringt door in het geheime seksleven van de jetset. Ze gaat undercover om te ontdekken hoe het eraan toe gaat bij diplomatenfeestjes. Terwijl ze de uitspattingen van een corrupte ambtenaar onderzoekt, stuit ze op een groep nietsontziende mensenhandelaars die meisjes ontvoert om snuff-films mee te maken.

## Rolverdeling
| Acteur             | Personage                            |
| ------------------ | ------------------------------------ |
| Laura Gemser       | Emanuelle                            |
| Gabriele Tinti     | Alfredo Elvize, hertog van Mont'Elba |
| Roger Browne       | de Senator                           |
| Riccardo Salvino   | Bill                                 |
| Lars Bloch         | Eric Van Darren                      |
| Paola Senatore     | Laura Elvize                         |
| Maria Piera Regoli | Diana Smith                          |
| Lorraine De Selle  | Gemini                               |
| Marina Frajese     | Vrouw op strand                      |